# Bandido (luchador)
El Bandido (Torreón, Coahuila; 17 de abril de 1995) es un luchador profesional mexicano, quien trabaja para All Elite Wrestling (AEW), es mejor conocido principalmente por su trabajo para Lucha Libre Elite, Lucha Libre AAA Worldwide, New Japan Pro-Wrestling, Consejo Mundial de Lucha Libre, The Crash, Dragon Gate y Ring of Honor. así como en el circuito independiente de México, Estados Unidos y Japón. Su nombre real no lo comparte con orgullo contrario a otros luchadores, donde sus vidas privadas se mantienen en secreto para los fanáticos de la lucha.
El Bandido trabajó anteriormente bajo los nombres de Magnifico II y Cielito, pero desde 2016 ha utilizado el personaje de El Bandido, incluida una máscara que incorpora un pañuelo que cubre la parte inferior de su rostro, al estilo del forajido del salvaje oeste. El Bandido se une regularmente a Flamita, formando un equipo conocido como «Mexablood».
Dentro de sus logros, ha sido dos veces campeón mundial al ser dos veces Campeón Mundial de ROH y una vez Campeón Mundial de PWG. También fue una vez Campeón Peso Completo de The Crash, dos veces Campeón en Parejas; una vez Campeón en Parejas de Progress y una vez Campeón en Parejas de The Crash. También fue ganador del Battle of Los Angeles en 2019.

## Carrera
Bandido comenzó su entrenamiento en el Consejo Mundial de Lucha Libre en la Ciudad de México. Mientras que en la escuela fue entrenado principalmente por Franco Columbo, Hijo del Gladiador y Último Guerrero para su debut en el ring. Como nunca se ha desenmascarado, el nombre de nacimiento de Bandido no es una cuestión de conocimiento público, una tradición en México para los luchadores enmascarados.
Para su debut adoptó el nombre de Magnifico II, formando un equipo de etiqueta con su primo que trabajó como Magnífico I, conocido colectivamente como Los Magníficos. El dúo trabajó para varias promociones en el circuito independiente mexicano , como Wrestling Martin Calderon (WMC), Cara Lucha, Lucha Memes y más. En 2015, Magnífico II viajó a Inglaterra, trabajando en un espectáculo promovido por El Hijo del Santo.

### Lucha Libre Elite (2016-2017)
A mediados de 2016, Los Magníficos se separaron, cuando Magnífico I comenzó a trabajar para CMLL con el nombre de Magia Blanca, mientras que Magnífico II comenzó a trabajar para Lucha Libre Elite (LLE), adoptando un nuevo personaje en el ring, Bandido. Su personaje, corona y máscara se inspiró en el estereotipado bandido del Salvaje Oeste . Su nueva máscara incorporó un pañuelo que cubría su nariz y boca y unas estilizadas marcas de estilo "Lone Ranger" alrededor de los ojos y una herradura en su frente. El 18 de noviembre de 2016, Bandido sobrevivió a la Magia Dorada, Argos, Emperador Azteca, Ciclón Ramírez Jr., Imposible, Eterno, Flamita , Diamante y Zumbido en un torneo de eliminación cibernético se convierten en el primer Campeón Wélter de Lucha Libre Elite. LLE cerró 2017, pero Bandido defendió el Campeonato de peso wélter LLE al menos una vez después del cierre de la promoción.

### Circuito independiente (2016-presente)
El 28 de septiembre de 2017, Bandido derrotó a Ángel Blanco Jr. para ganar el Campeonato Mundial de Peso Wélter de la WWA en un espectáculo en Aguascalientes. En diciembre de 2017, Bandido y Laredo Kid sobrevivieron a Perro Callejero Jr., Apando Negro Jr., Bestia 666, Crazy Latino, Dr. Polux, Emperador Azteca, Extreme Tiger, Murciealgo Plateado Jr. y Rey Horus para ganar el Torneo G21. Torneo Gran Alternativa.
A partir de 2018, Bandido comenzó a trabajar cada vez más para promociones fuera de México, principalmente en los Estados Unidos, a menudo en equipo con Flamita bajo el nombre de equipo "Mexablood". A través de los contactos de Flamita en Japón, Bandido trabajó su primera gira con Dragon Gate en enero de 2018 y una segunda gira en junio de 2018.
Bandido hizo equipo con Rey Mysterio y Rey Fénix en el evento principal del súper show independiente All In, perdiendo contra el The Golden Elite de Kota Ibushi y The Young Bucks (Matt Jackson y Nick Jackson).
Bandido llegó a la atención nacional a través de su trabajo para The Crash cuando la empresa comenzó a expandirse a giras a nivel nacional. Su debut con la promoción fue el 29 de noviembre de 2017, donde Bandido, Damián 666 y M-ximo perdieron ante La Rebelión Amarilla (Bestia 666, Garza Jr. y Mr. 450).

### Pro Wrestling Guerrilla (2018-presente)
El 23 de marzo de 2018 en el evento "Time Is A Flat Circle", Bandido hizo su debut en Pro Wrestling Guerrilla (PWG), perdiendo con Flamita contra The Rascalz (Zachary Wentz y Dezmond Xavier). Lo trajeron para el All-Star Weekend 14, que tuvo lugar durante el mes de abril. Bandido perdió contra Taiji Ishimori en Night One, pero ganó su primera victoria de PWG contra Rey Horus la noche siguiente. Su racha ganadora continuó en mayo, cuando Bandido derrotó a Robbie Eagles en Bask in His Glory.
Bandido fue uno de los 24 luchadores que participaron en la Battle of Los Angeles (BOLA) de 2018, en manos de Pro Wrestling Guerrilla (PWG). En la primera ronda, derrotó a T-Hawk, a su compañero habitual Flamita en la segunda ronda ya Joey Janela en las semifinales. Fue el último hombre eliminado en las finales por el ganador del torneo Jeff Cobb, pero dejó una impresión muy positiva en los fanáticos y promotores, lo que lo llevó a ser invitado de nuevo a los futuros shows de PWG. Después de su exposición nacional en BOLA, se informó que WWE, la promoción de lucha más grande del mundo, estaba interesada en firmar un contrato de tiempo completo con Bandido.
Los días 19, 20 y 22 de septiembre; Bandido participó en la Battle of Los Angeles (BOLA) de 2019. Derrotó a Puma King en la primera ronda (que también fue para el Ironman Heavymetalweight Championship), Brody King en los cuartos de final y Dragon Lee en las semifinales. Derrotó a David Starr y Jonathan Gresham en una final de tres eliminatorias para ganar Battle of Los Angeles siendo el primer mexicano en ganar el torneo prestigioso.

### Progress Wrestling (2018)
Durante la gira de promoción británica Progress Wrestling de los Bandido y Flamita derrotaron a AR Fox y Chris Brookes para ganar el Campeonato en Parejas de Progress. MexaBlood viajó a Inglaterra a fines de septiembre de 2018 para trabajar una vez más en la lucha de Progress. El 30 de septiembre, el dúo perdió el Campeonato en Parejas de Progress ante Aussie Open (Kyle Fletcher y Mark Davis) concluyendo así su reinado de 50 días.

### Lucha Libre AAA Worldwide (2018)
A mediados de 2018, Lucha Libre AAA Worldwide (AAA) comenzó una historia donde "Lucha Libre Elite" (ya no es una promoción separada) invadió AAA. Como parte de la rivalidad de la "Invasion", AAA trajo a varios exluchadores de LLE, incluido a Bandido. Bandido, Flamita y Aramis hicieron su debut en AAA, siendo derrotados ante El Nuevo Poder del Norte (Carta Brava Jr., Mocho Cota Jr. y Tito Santana) Bandido apareció en su primera historia principal de AAA cuando participó en un trío. El 2 de agosto, Bandido fue derrotado ante Fénix donde fue contendiente número uno y enfrentarse a Jeff Jarrett por el Megacampeonato de AAA en Triplemanía XXVI.
El 25 de agosto en Triplemanía XXVI, Mexablood derrotó a Team AAA (Aero Star y Drago), el Equipo Elite (Laredo Kid y Golden Magic) y el Team Impact (DJZ y Andrew Everett) que se convierten en los contendientes número uno y enfrentarse a Los Mercenarios (El Texano Jr. y Rey Escorpión) por el Campeonato Mundial en Parejas de AAA en Héroes Inmortales XII.

### Ring of Honor (2018-2021)
El 16 de diciembre, se informó que Bandido firmó un acuerdo exclusivo con Ring of Honor y se espera que haga su debut a principios de 2019. Su acuerdo establece que aún podrá trabajar en México pero no en AAA ya que tienen un acuerdo con la promoción rival Impact Wrestling y ROH tiene un acuerdo con CMLL, él también puede trabajar en New Japan Pro-Wrestling si están interesados en él.
También rechazó una oferta de trabajo para All Elite Wrestling que recibió en la época de sus negociaciones de ROH. Hizo su debut para la promoción en sus grabaciones televisivas del 12 de enero de 2019 derrotando a Mark Haskins. Más tarde se unió a un grupo llamado "Lifeblood" formado por Juice Robinson que también incluye a David Finlay, Mark Haskins, Tracy Williams y Tenille Dashwood.

### New Japan Pro-Wrestling (2019-presente)
El 23 de abril de 2019, Bandido fue anunciado como los participantes de Best of the Super Juniors 27, el 13 de mayo, Bandido hizo su debut haciendo equipo con Rocky Romero y Yuya Uemura donde salieron derrotados por Bullet Club (Jado, El Phantasmo & Robbie Eagles). En el mes de diciembre el luchador regresó al CMLL para enfrentarse a Sanson.

### Consejo Mundial de Lucha Libre (2019-2021)
Bandido hizo su debut en la empresa mexicana Consejo Mundial de Lucha Libre (CMLL) luego de una breve temporada en 2016 como parte del show de supercard Leyendas Mexicanas 2019 de CMLL. Bandido, Volador Jr. y Valiente derrotaron a Nueva Generación Dinamitas (El Cuatrero, Sansón y Forastero). Para el Torneo Nacional de Parejas Increíbles 2020, se asoció con su rival Último Guerrero. En la historia de su participación en el torneo, los dos se llevaron bien durante las dos primeras rondas, derrotando a Flyer y Hechicero en la primera ronda y Diamante Azul/Gilbert el Boricua en la segunda. Durante el partido de semifinales, Guerrero golpeó accidentalmente a Bandido, lo que provocó la derrota del equipo ante Carístico y Forastero. Bandido dejaría CMLL el 10 de abril de 2021.

### All Elite Wrestling (2022 - 2022)
Bandido hizo su debut en la empresa estadounidense All Elite Wrestling (AEW) luego de que el lunes 26 de septiembre de 2022, allá se publicó que él lucharía contra "The Ocho" Chris Jericho por el campeonato de Ring Of Honor  como parte del show Dynamite en el cual, como Main Event se presentó una contienda estipulada con el título, en el cual Bandido salió robándose el show junto a Jericho, Jericho le hizo una llave de rendicion llamada Liontamer lo que provocó que bandido saliera derrotado ante ese movimiento. 30 de septiembre de 2022, All Elite Wrestling le haría llegar un contrato a Bandido, después de aquella lucha en la cual se robo el show.

## Vida personal
Es un luchador de cuarta generación, hijo de Apóstol Jr., hermano del luchador de la AAA Angelikal y primo de Magia Blanca.

## Campeonatos y logros
- Alianza Metropolitana de Lucha Libre
  - AMLL Welterweight Championship (1 vez)

- DDT Pro-Wrestling
  - Ironman Heavymetalweight Championship (1 vez)

- Lucha Libre Elite
  - Elite Welterweight Championship (1 vez)[3]

- Pro Wrestling Guerrilla
  - PWG World Championship (1 vez)
  - Battle of Los Angeles (2019)

- Progress Wrestling
  - Progress Tag Team Championship (1 vez) – con Flamita

- Ring of Honor
  - ROH World Championship (2 veces,actual)
  - ROH World Six-Man Tag Team Championship (1 vez) – con Flamita & Rey Horus
  - ROH Year-End Award (1 vez)
    - Best Finisher (2020) 21 Plex[4]

- The Crash
  - Campeonato de Peso Completo de The Crash (1 vez)
  - Campeonato de Peso Crucero de The Crash (1 vez)
  - Campeonato en Parejas de The Crash (1 vez) - con Flamita
  - Triple Crown Championship (Segundo)

- World Wrestling Association
  - WWA World Welterweight Championship (1 vez)[5]

- Pro Wrestling Illustrated
  - Situado en el Nº81 en los PWI 500 de 2019[6]

- Wrestling Observer Newsletter
  - Lucha 5 estrellas (2019) vs. Will Ospreay en Best of the Super Juniors – Day 8 el 23 de mayo
  - Lucha 5 estrellas (2019) con Flamita y Rey Horus vs. Black Taurus, Laredo Kid y Puma King en PWG SIXTEEN el 26 de julio.
  - Lucha 5 estrellas (2019) vs. Dragon Lee en PWG Battle of Los Angeles (Día 3) el 22 de septiembre
  - Lucha 5 estrellas (2025) vs. Mascara Dorada en CMLL Martes Populares.    el 17 de junio
  - Lucha 5 estrellas (2025) con Hologram vs. Mascara Dorada y Mistico  en CMLL Fantasía Mania México el 20 de junio
  - Lucha 5.75 estrellas (2025) vs.  Konosuke Takeshita en               Supercard of Honor el 11 de julio